# Maison des aïeules de Pierre Loti
La maison des aïeules de Pierre Loti, bâtie en 1739, est située à Saint-Pierre-d'Oléron en France. L'immeuble a été inscrit au titre des monuments historiques en 2006.

## Historique
Bâtie en 1739, il s'agit de la demeure familiale de Pierre Loti. Après avoir été vendue par sa grand-mère, elle est rachetée par Pierre Loti en 1889. Citée plusieurs fois dans ses œuvres, sa pièce de théâtre Judith Renaudin, jouée à Paris en 1899, a cette maison pour décor peint.
Le bâtiment est inscrit au titre des monuments historiques par arrêté du 20 décembre 2006.

## Architecture

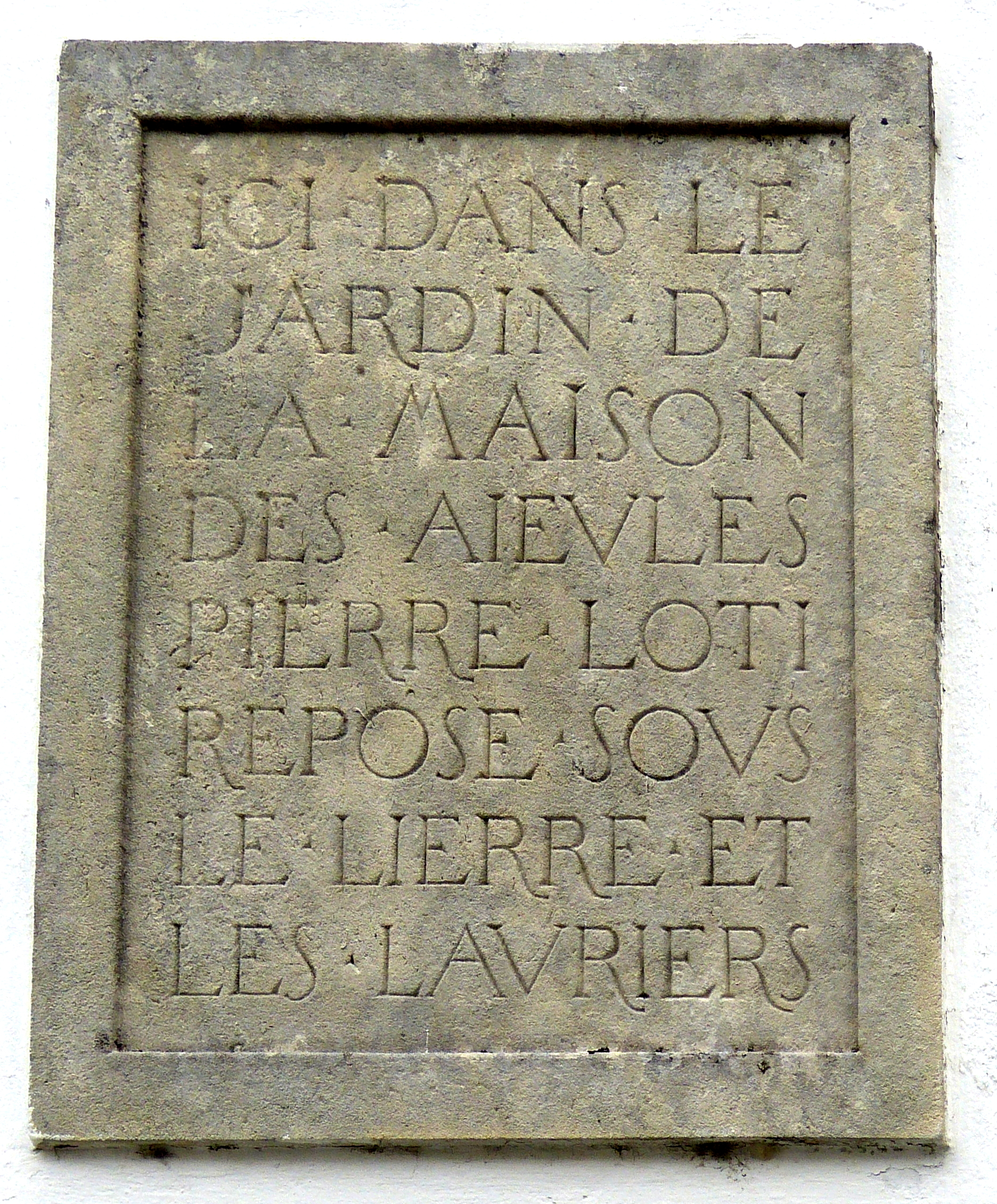